# Oda Suemaru
Oda Suemaru est un nom japonais traditionnel ; le nom de famille (ou le nom d'école), Oda, précède donc le prénom (ou le nom d'artiste).
Oda Suemaru (織田 寿重丸, 5 avril 1866-26 juin 1871) est le quatrième daimyo du domaine de Tendō dans la province de Dewa au nord du Japon. Il est un descendant direct d'Oda Nobunaga par Oda Nobukatsu, le fils de Nobunaga.

## Biographie
Suemaru est le sixième fils d'Oda Nobumichi (2e daimyo de Tendō). C'est encore un enfant lorsque son frère, Oda Nobutoshi (le 3e seigneur Tendō) est placé en résidence surveillée et reçoit l'ordre de prendre sa retraite après son engagement au sein du Ōuetsu Reppan Dōmei, alliance des domaines du nord contre le gouvernement de Meiji au cours de la guerre de Boshin de la restauration de Meiji, en décembre 1868. Nobutoshi est autorisé à retourner à Tendō en juillet 1869. Toutefois, dans l'intervalle, le titre de daimyo a été remplacé par celui de « gouverneur de domaine » par le nouveau pouvoir. Peu de temps après le retour de Nobutoshi à Tendō, il remplace Suemaru comme gouverneur et dernier seigneur de Tendō.
Suemaru meurt à l'âge de 5 ans. Sa tombe se trouve au temple bouddhiste Korin-ji dans l'arrondissement Bunkyō à Tokyo.

## Source de la traduction
- (en) Cet article est partiellement ou en totalité issu de l’article de Wikipédia en anglais intitulé « Oda Suemaru » (voir la liste des auteurs).